# Пуллос, Хейли
Хейли-Алексис Пуллос (Haley Alexis Pullos; род. 10 июля 1998, Пало-Алто, Калифорния) — американская актриса. В настоящее время играет роль Молли Лэнсинг-Дэвис в телесериале «Главный Госпиталь».

## Жизнь и карьера
Пуллос родилась в Пало-Алто, штат Калифорния. У неё есть два брата и две сестры. Помимо сериала «Главный Госпиталь», она снялась в пилотной серии «Кукольного Дома», и играла роль юной Мелинды в телесериале «Говорящая с Призраками». В 2009 году она сыграла в художественном фильме «Коллекционер», где была дочерью главного героя фильма Аркина Синди.

## Фильмография
| Год                 | Фильм                      | Роль                  | Примечания           |
| ------------------- | -------------------------- | --------------------- | -------------------- |
| 2002                | Сказки Карни               | Босс                  |                      |
| 2007                | Долго и Счастливо          | Ребёнок               |                      |
| 2007                | Лунный Свет (ТВ сериал)    | Мара                  |                      |
| 2008                | Говорящая с Призраками     | Юная Мелинда          |                      |
| 2008                | Уборщик (ТВ сериал)        | Анджелина             |                      |
| 2008                | Посредник                  | Малышка Венди         |                      |
| 2008                | Чужеродное Вторжение       | Дина                  |                      |
| 2009                | Кукольный Дом (ТВ сериал)  | Давина Крестехо       |                      |
| 2009                | Мёртвый Эфир               | Ди Ди                 |                      |
| 2009                | Коллекционер               | Синди                 |                      |
| 2009                | Тёмный Дом                 | Юная Тэмми            |                      |
| 2009-по наст. время | Главный Госпиталь          | Молли Лэнсинг-Дэвис   |                      |
| 2010                | Амазонка Монтаны           | Тереза                |                      |
| 2011                | Доктор Хаус                | Коллин                | Эпизод «Two Stories» |
| 2017                | Из отличницы в порнозвезду | Мириам Викс/Бэлл Нокс |                      |

## Награды и номинации
| Год  | Награда                   | Категория                                                         | Результат | Работа            |
| ---- | ------------------------- | ----------------------------------------------------------------- | --------- | ----------------- |
| 2010 | Номинация "Молодой Актёр" | Лучшая игра в ТВ сериале — Повторяющаяся молодая актриса          | Победа    | Главный Госпиталь |
| 2011 | Номинация "Молодой Актёр" | Лучшая игра в дневном ТВ сериале — Молодая актриса от 12 и старше | Победа    | Главный Госпиталь |
| 2012 | Номинация "Молодой Актёр" | Лучшая игра в дневном ТВ сериале — Молодая актриса                | Победа    | Главный Госпиталь |
| 2012 | Номинация "Молодой Актёр" | Лучшая игра в ТВ сериале — Главная роль молодой актрисы 11-13     | Победа    | Доктор Хаус       |

## Внешние ссылки
- Пуллос, Хейли (англ.) на сайте Internet Movie Database
- haleyalexis.com — официальный сайт Хейли Пуллос